# Gerzensee
Gerzensee é uma comuna da Suíça, no Cantão Berna, com cerca de 989 habitantes. Estende-se por uma área de 7,85 km², de densidade populacional de 126 hab/km². Confina com as seguintes comunas: Belp, Belpberg, Gelterfingen, Kirchdorf, Mühledorf, Münsingen, Wichtrach.
A língua oficial nesta comuna é o Alemão.